# 爆笑一番
爆笑一番（ばくしょういちばん）は、2006年4月から2014年2月までAKT秋田テレビにて毎週木曜日夜に放送されていたバラエティ番組（お笑い番組）。秋田県内に於いて「B-GAL」（ビィギャル）のブランドでパチンコホールを展開する株式会社文化の一社提供番組（「B-GAL Presents」と銘打たれている）。

## 番組内容
秋田県出身の放送作家元祖爆笑王監修による、秋田初のローカルお笑い番組。
2週毎に特定のお笑い芸人（主にコンビ。まれにコンビではないグループないしは、ピンの芸人）が出演しネタを披露する。
夏季などは県内のB-GAL各店舗駐車場にテントを設営して、冬季は秋田テレビ内のスタジオにて収録。
2008年3月13日放送分で100回（オードリー出演分の2週目だった）、2009年3月12日放送分で150回を迎えた（ゆってぃ出演分の1週目だった）、2010年3月4日放送分で200回を迎えた（赤いプルトニウム出演分の1週目だった）。
2009年1月4日放送の『FNS番組コレクション2009〜ご当地限定人気番組大集合!〜』で、出演経験者のバナナマン・日村勇紀のプレゼンテーションによって「秋田のレッドカーペット」として紹介された。その際バナナマンのネタが完全放送されたほか、一社提供番組であることを示すB-GAL駐車場での次回収録告知まで流された。

## 出演者
- 元祖爆笑王（監修兼務）
- ほか、お笑い芸人（2週ごとに交代）